# 死亡大道
死亡大道（英語：Death Avenue）是指紐約曼哈頓西邊第十大道和第十一大道在十九世紀時的別稱。
1847年，紐約市批准在曼哈頓西邊沿著第十和十一大道興建一條鐵路，鐵路路軌在公路上鋪設，由紐約中央鐵路公司營運，負責運動貨物例如煤，奶類製品和牛肉。然而由於人車爭路，發生了太多死亡事故，這兩條大道因此獲得了「死亡大道」的別稱。為了減低意外，於是聘請了「西城牛仔」（West Side cowboys），在火車頭前方舉旗要求行人車輛讓路。在1910年，一個組織估計這死亡大道造成了548宗死亡個案和1,574宗受傷個案。
1929年，紐約市通過了羅伯·摩斯提出的改善工程，興建一條高架鐵路取代原有的地面鐵路，使人車爭路意外不會再發生。工程耗資超過1.5億美元。1941年，最後一條鐵軌在第十一大道移除，而西邊牛仔亦的工作亦步入歷史。